# Rokkiporkkana
Rokkiporkkana est un pont de circulation douce situé dans le quartier Jätkäsaari à Helsinki en Finlande.

## Description
Rokkiporkkana est un pont en treillis en acier de couleur orange de 44 mètres de long destiné aux cyclistes et aux piétons avec une voie cyclable à double sens et une voie séparée pour les piétons.
Il enjambe Välimerenkatu et relie Hyväntoivonpuisto à Selkämerenpuisto, permettant une circulation douce entre les blocs résidentiels de Jätkäsaari et la station de métro Ruoholahti.

## Conception
Le principal concepteur du pont a été les architectes paysagistes VSU.
La palette de couleurs et l'esthétique des conteneurs maritimes et des grues portuaires rappelant celles du port Ouest d'Helsinki ont été utilisées pour le pont.
La charpente du pont a été transportée par voie maritime depuis l'Estonie à l'automne 2016 et la cérémonie d'inauguration a eu lieu le 16 février 2018.

## Rokkiporkkana 2
Un pont similaire appelé Rokkiporkkana 2 sera construit sur Länsisatamankatu fin 2023.
La longueur du pont légèrement plus étroit sera de 37 mètres.

## Galerie

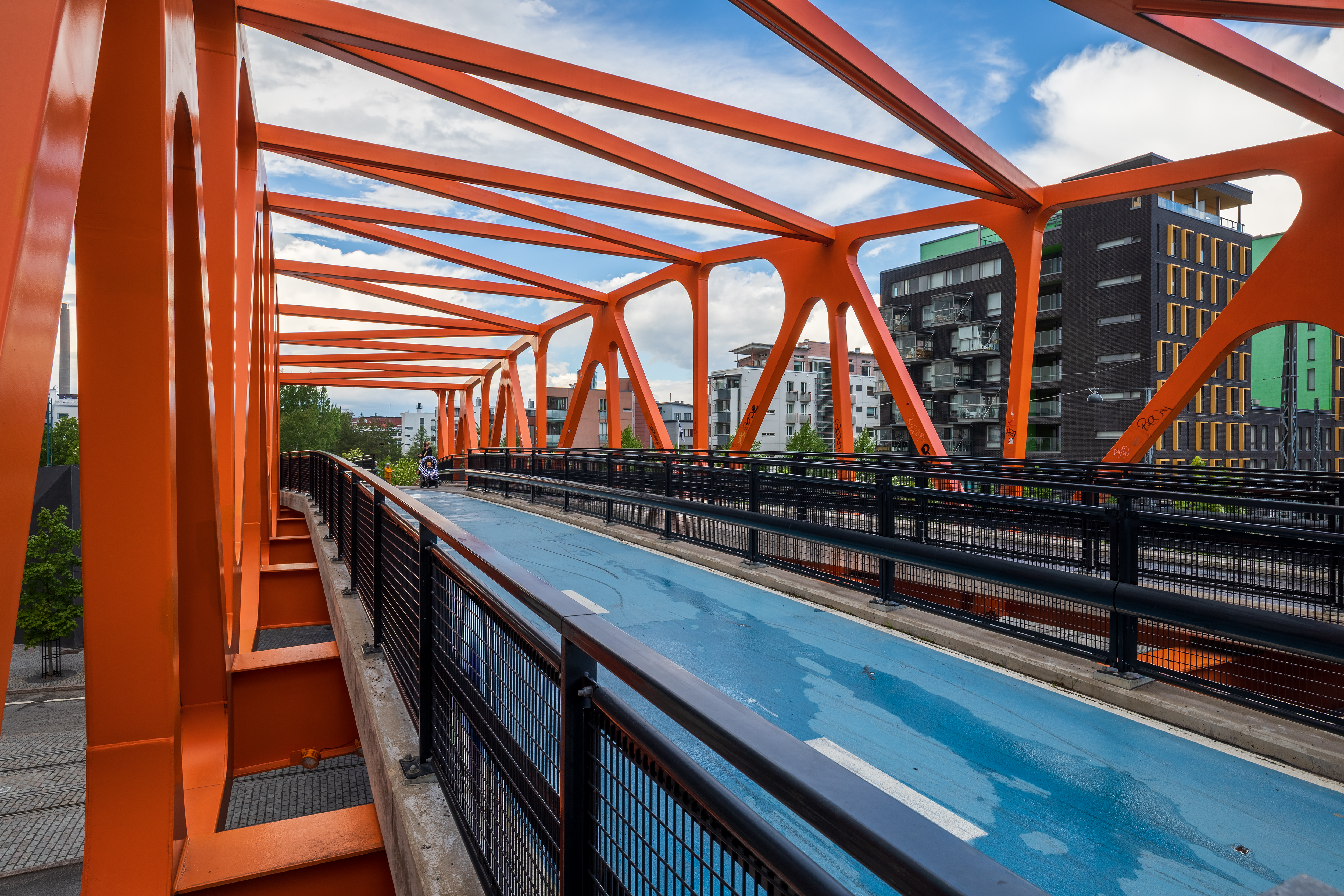
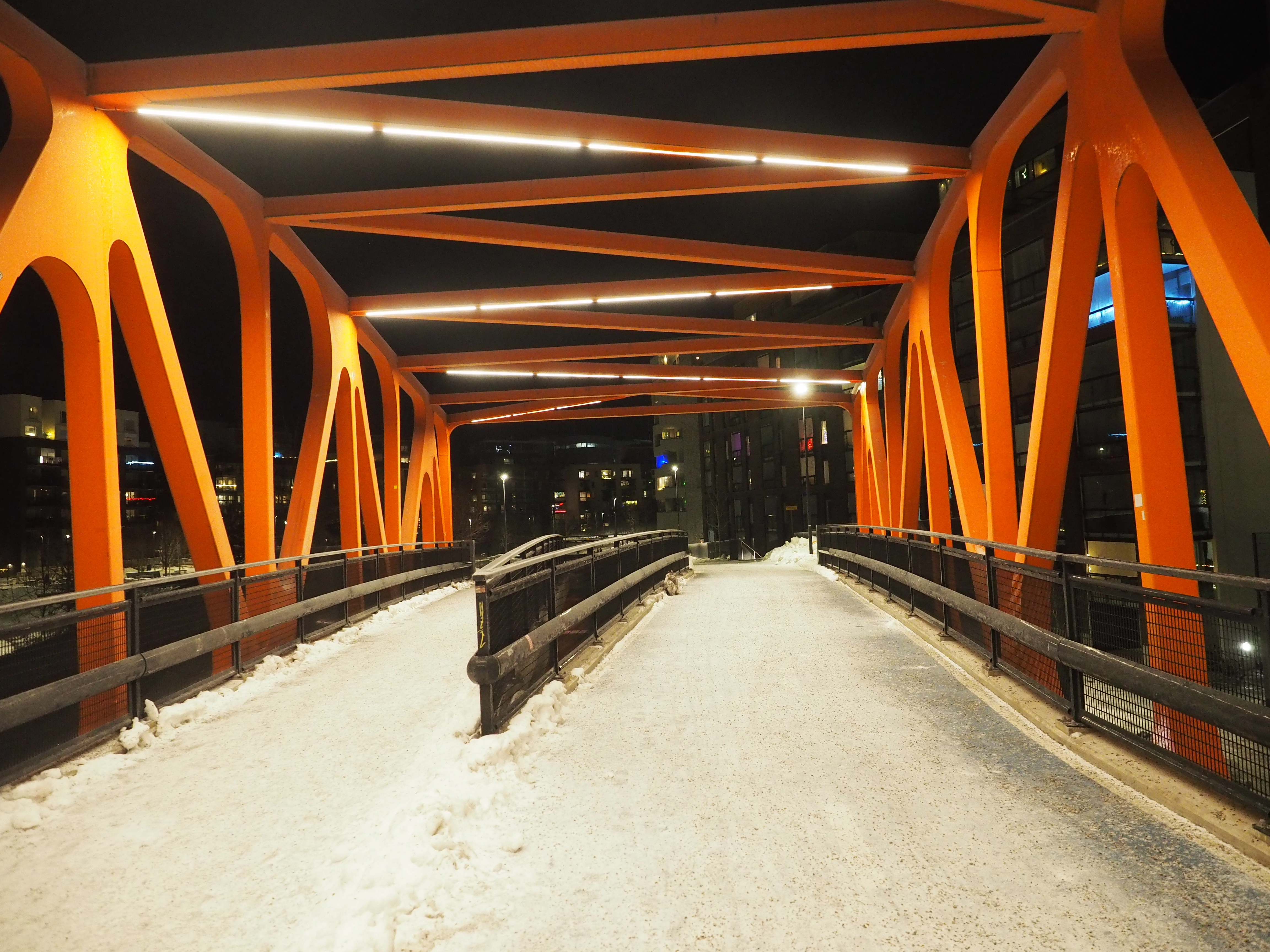
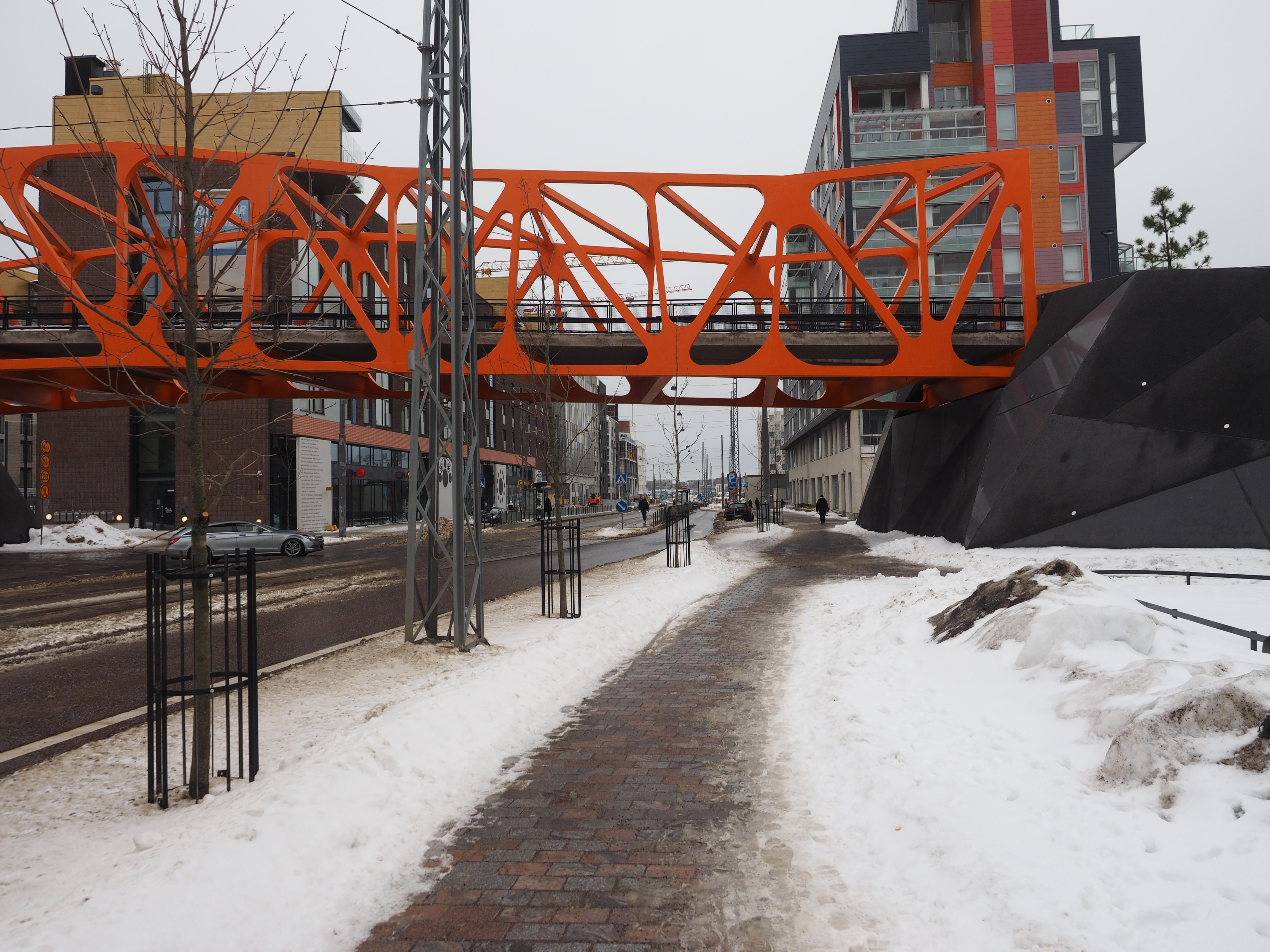
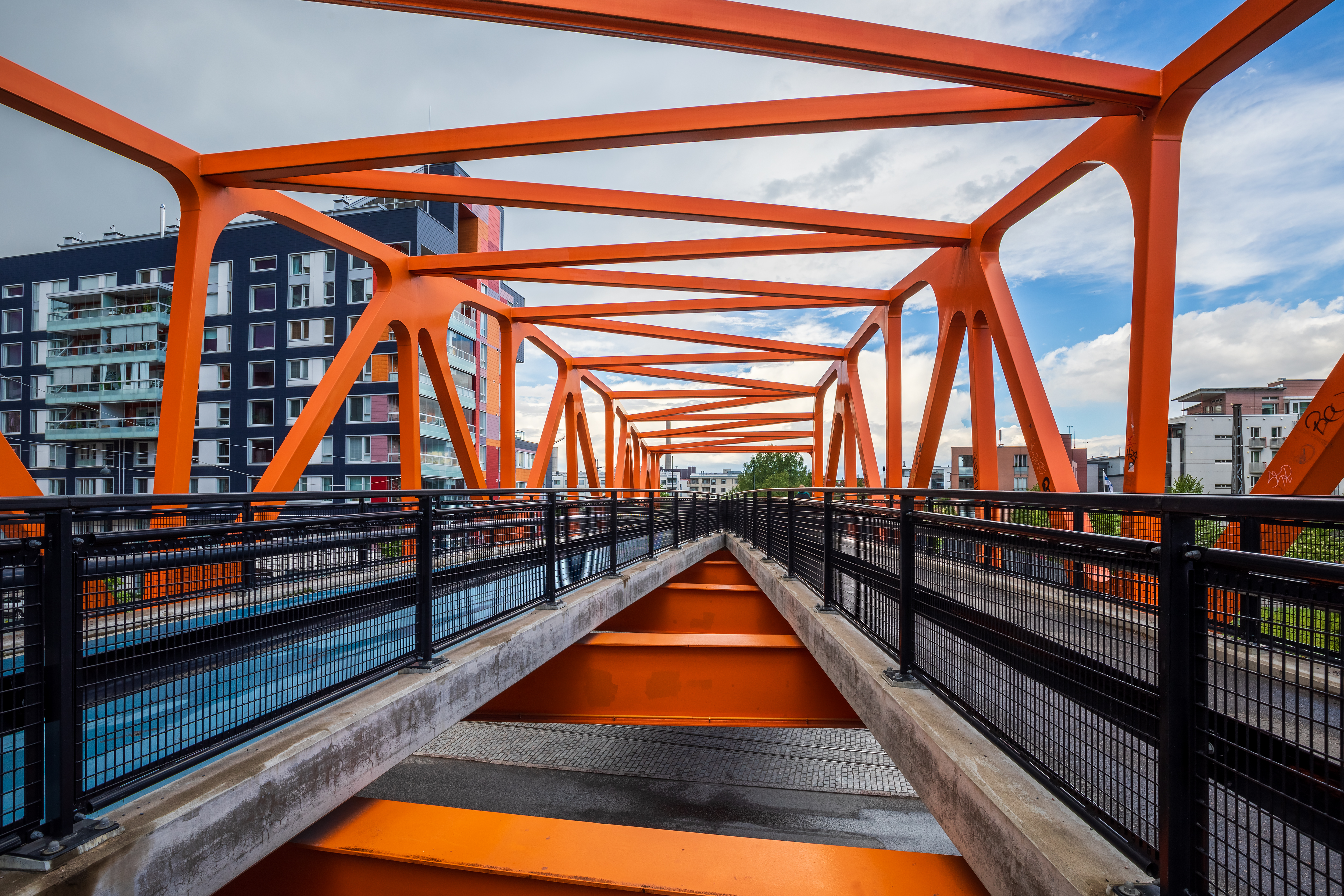